# Fernskiwanderweg Hinterzarten–Schluchsee

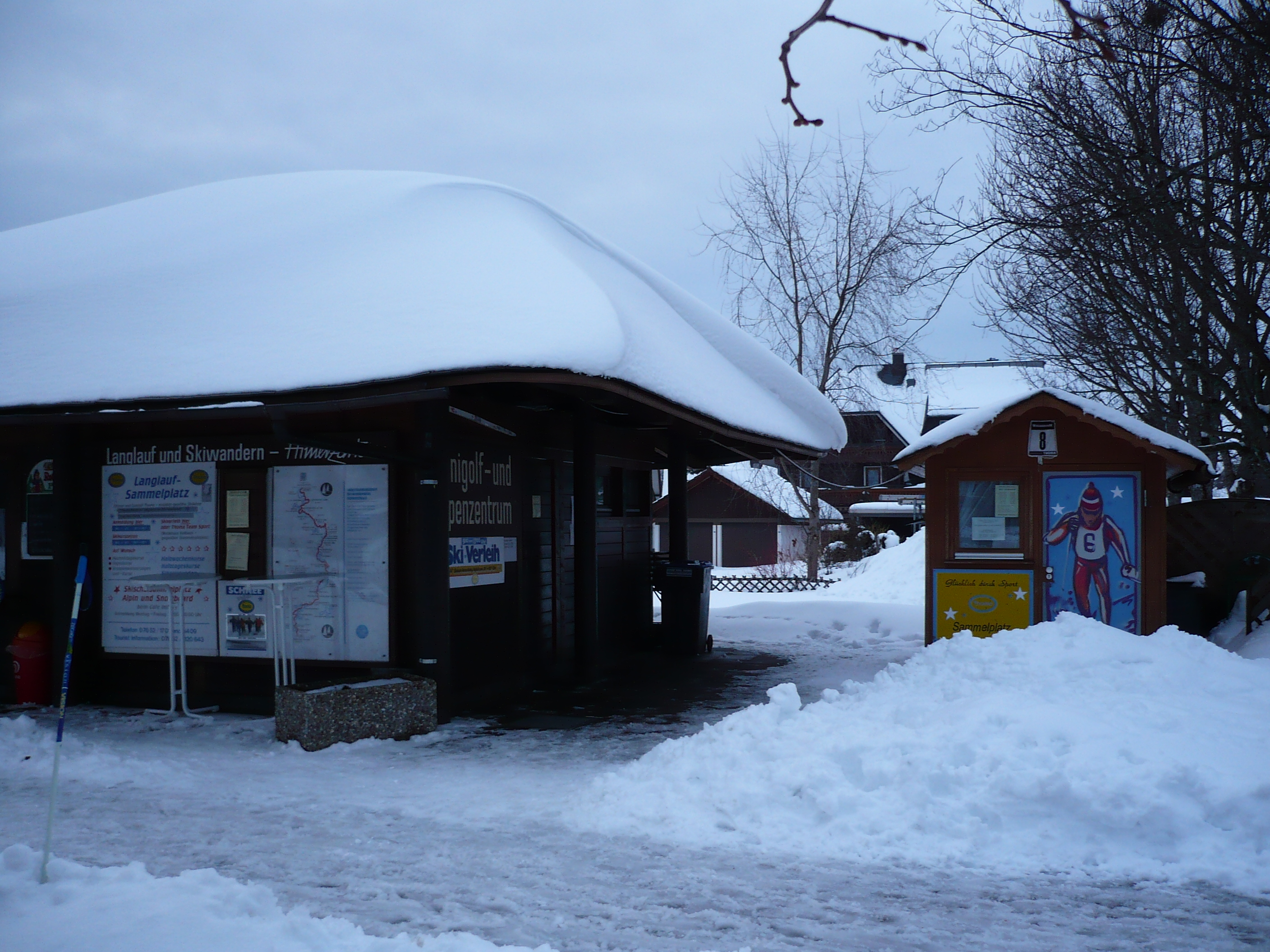
Start des Fernskiwanderwegs am Loipenzentrum Hinterzarten

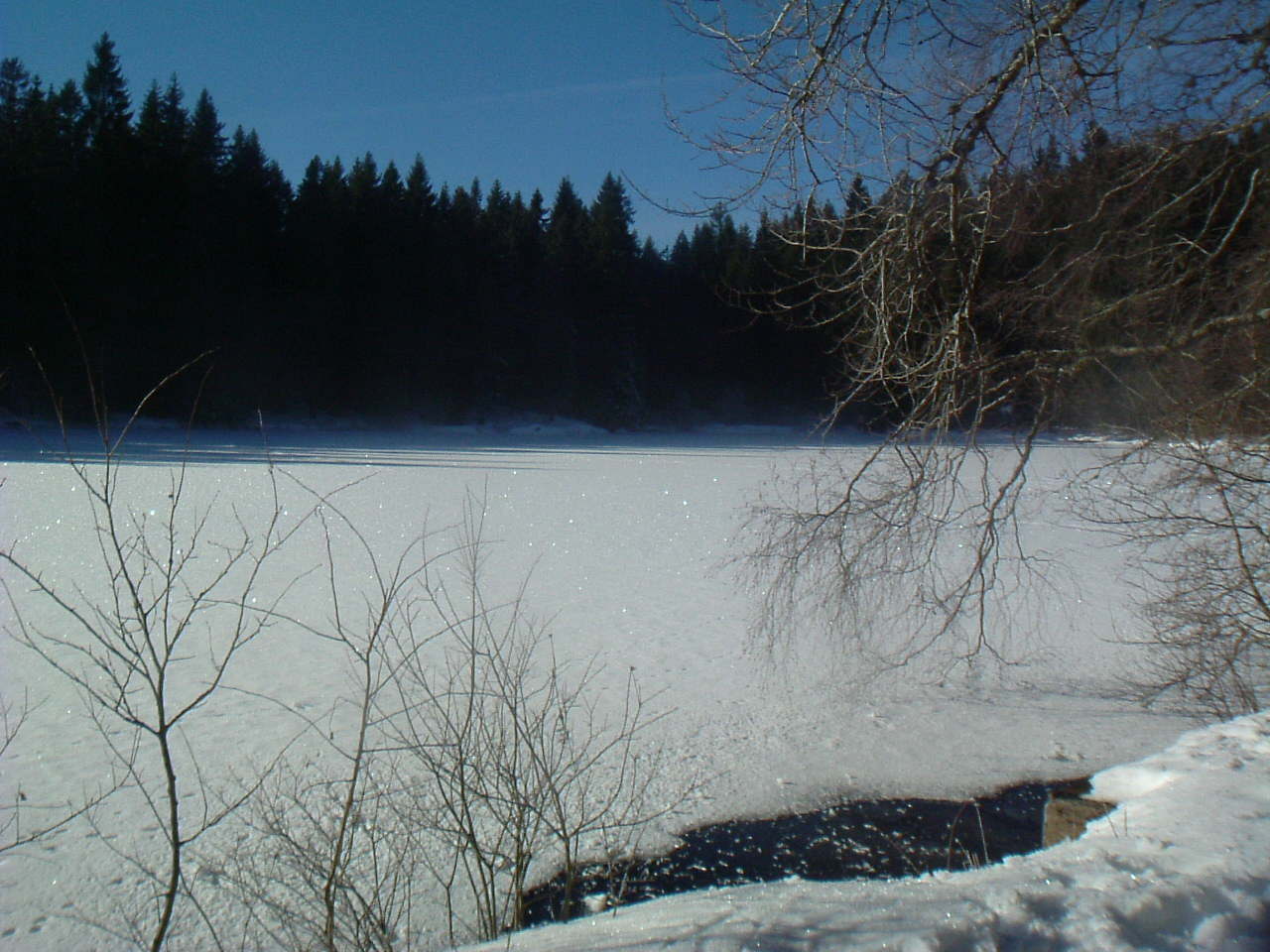
Mathisleweiher bei Hinterzarten, etwa bei 3 km

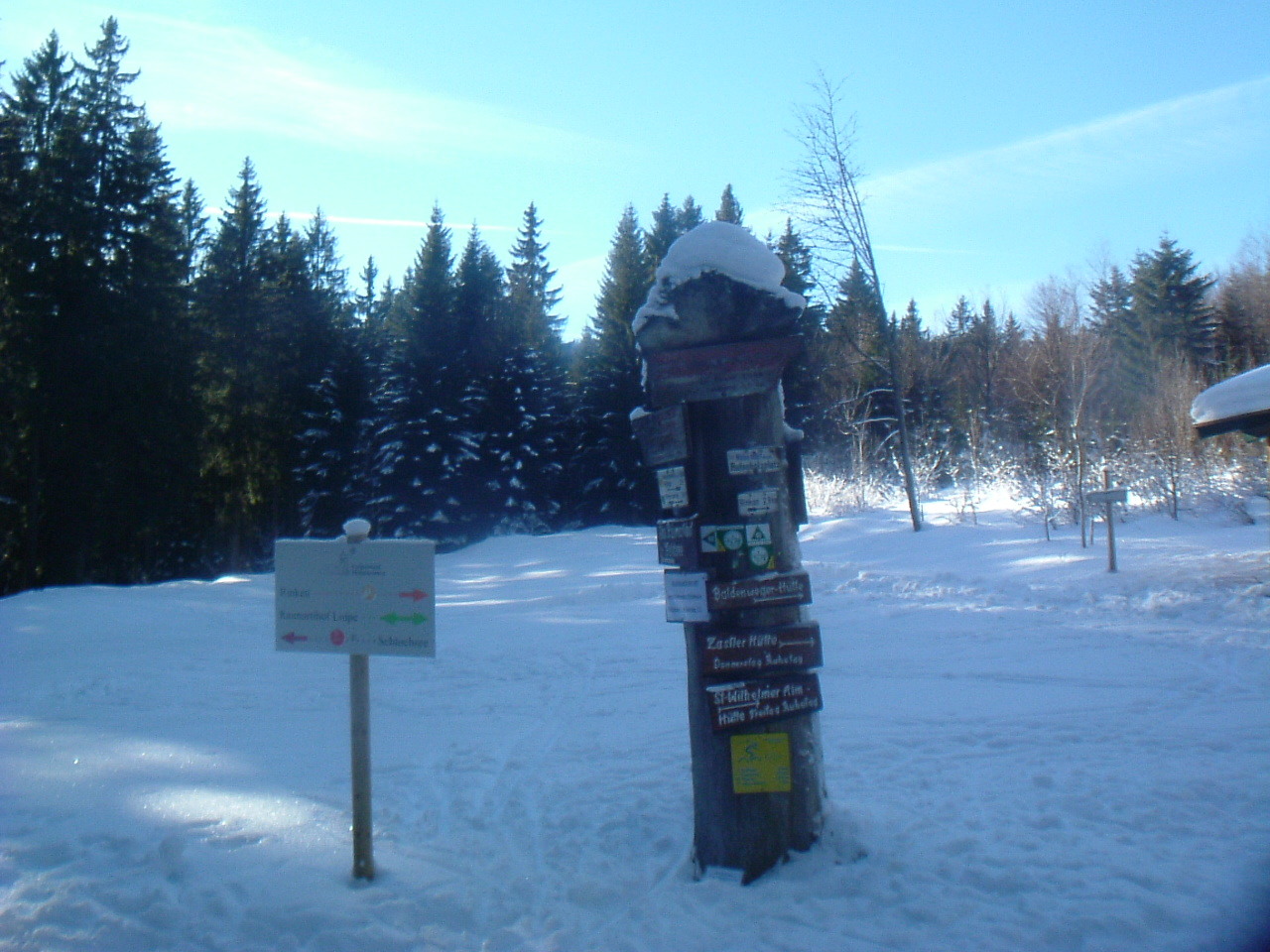
Am Rufenholzplatz, etwa bei 8 km

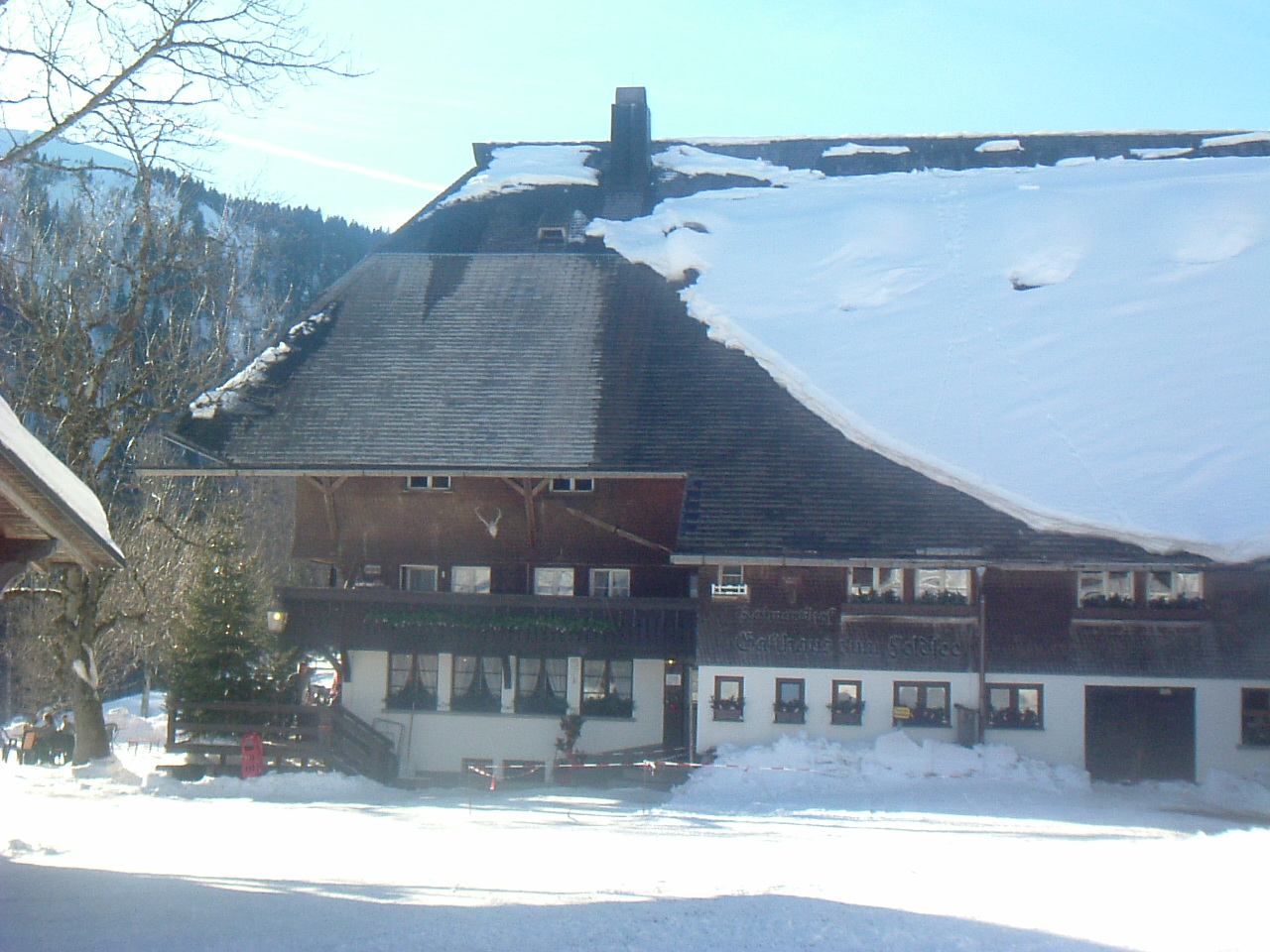
Gasthaus Raimartihof, etwa bei 10 km

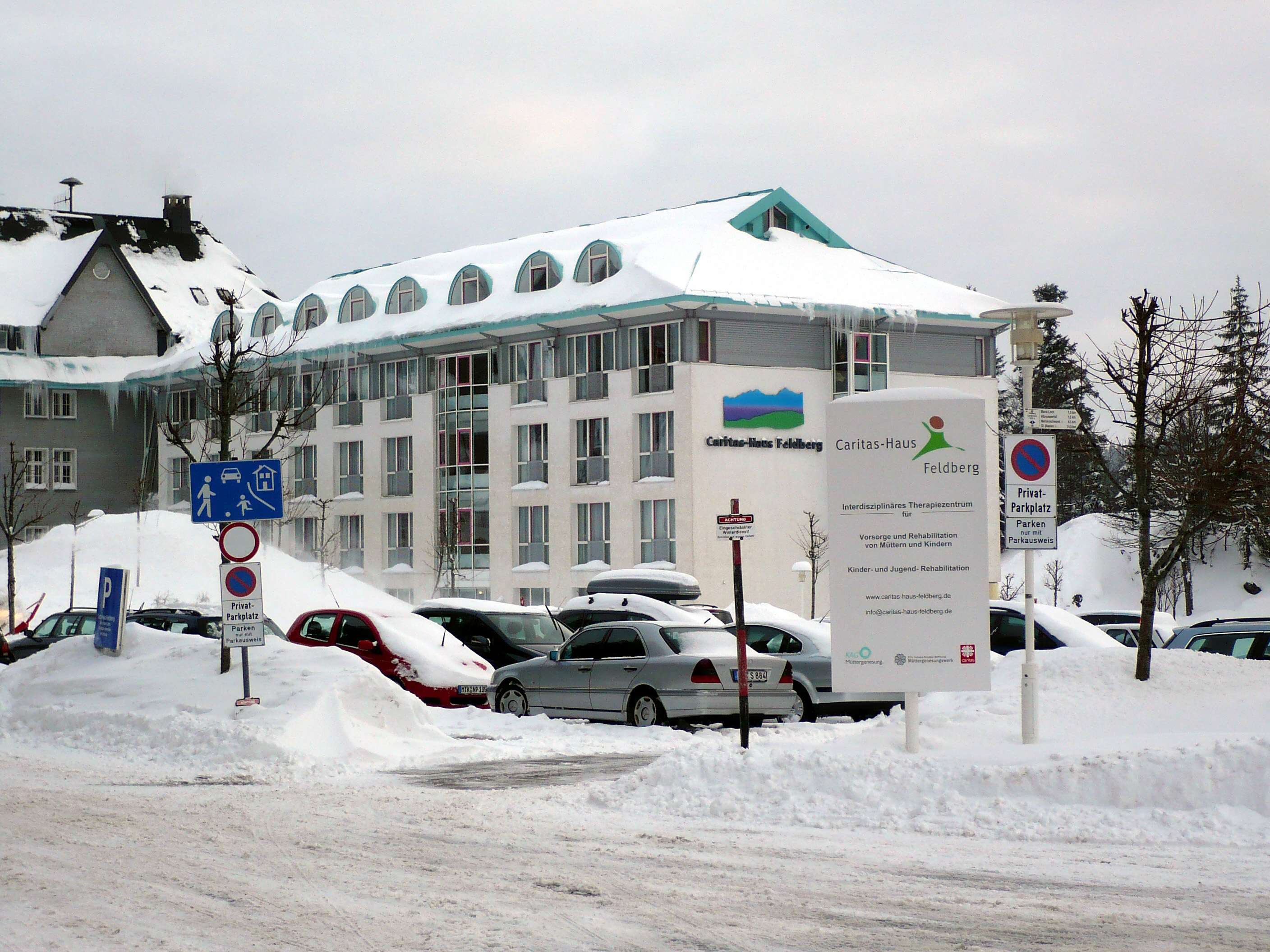
Caritashaus am Feldbergpass, etwa bei 12 km

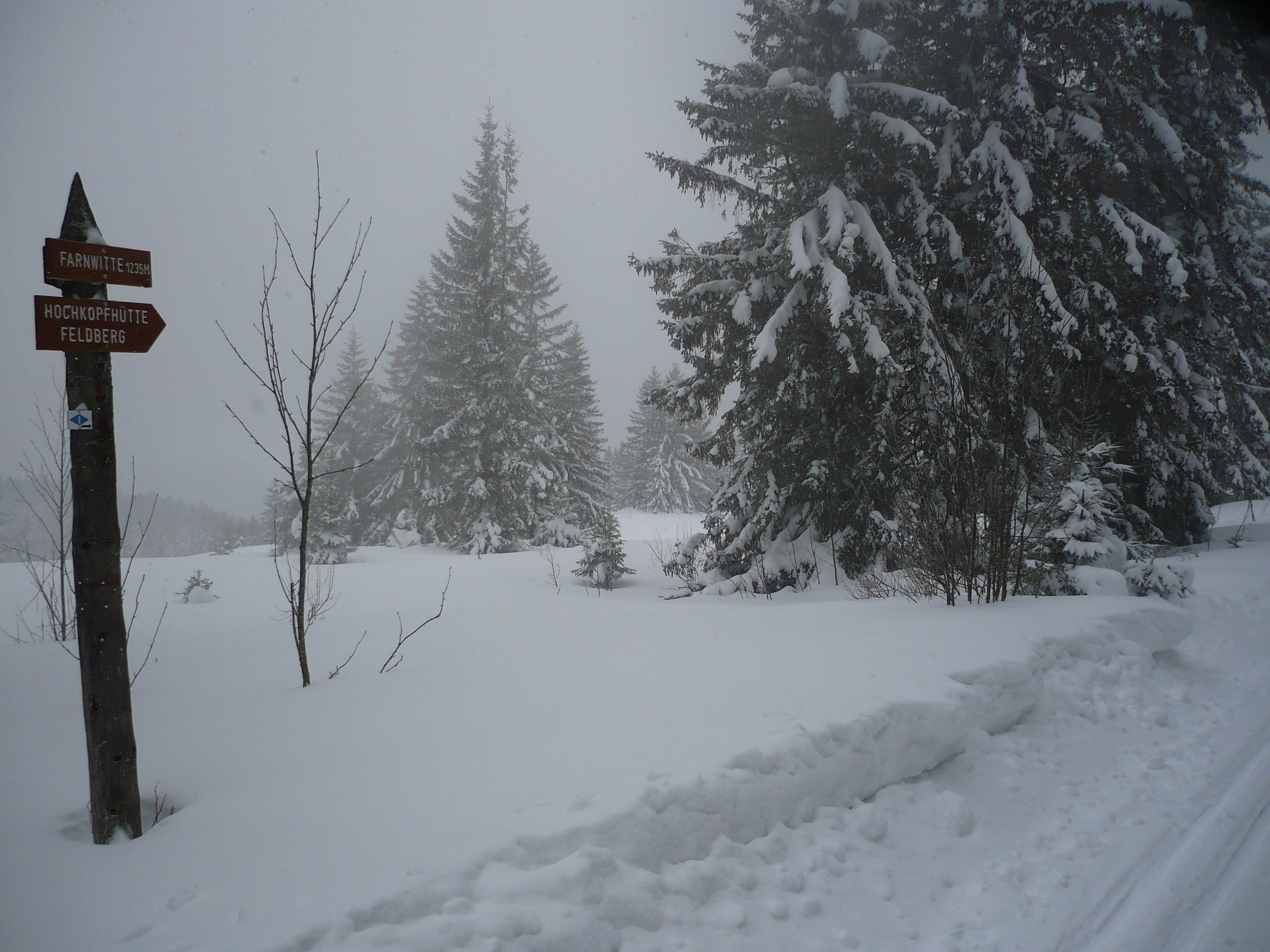
Farnwitte, etwa bei 14 km

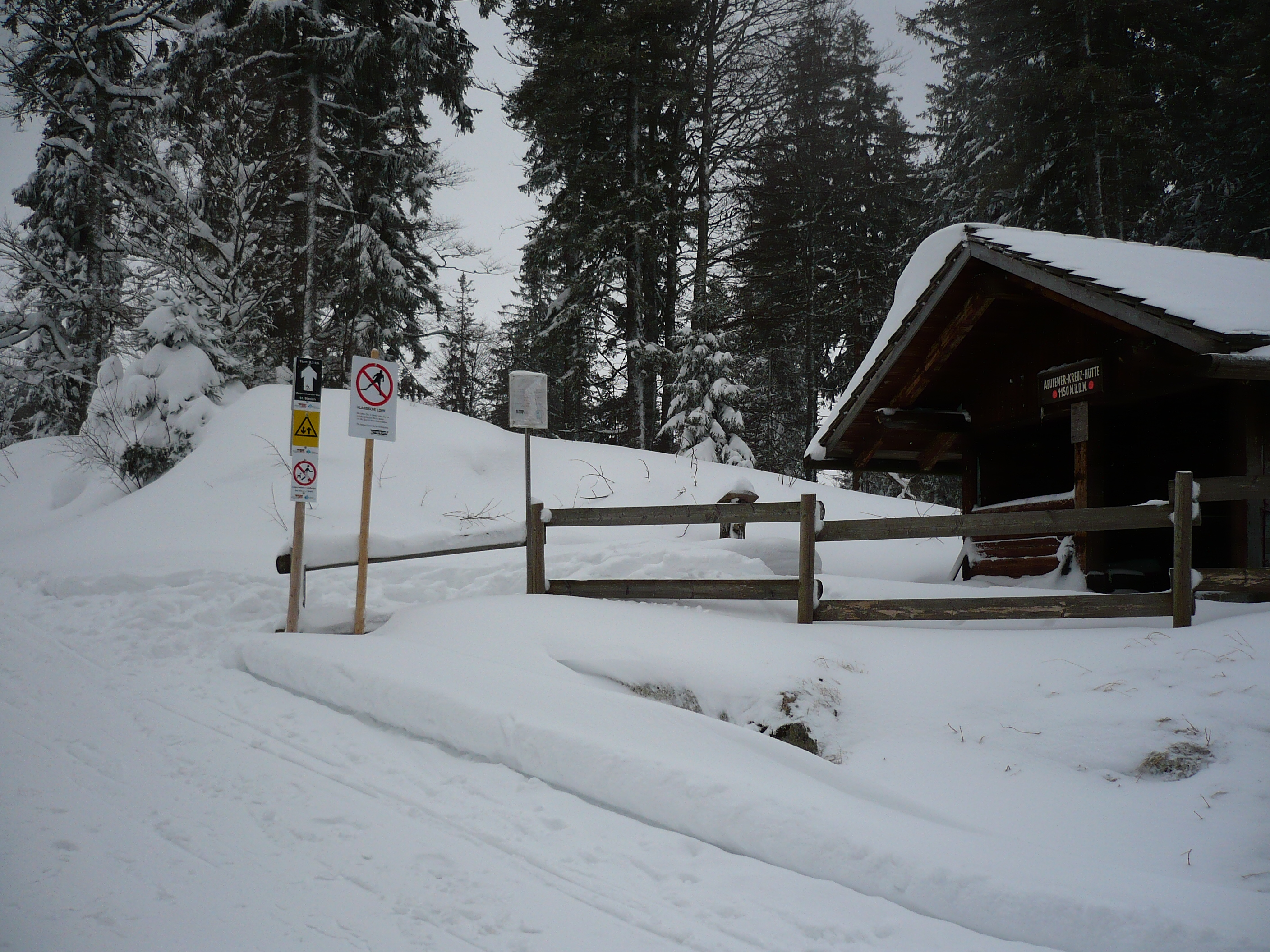
Loipenhaus am Äulemer Kreuz, etwa bei 18,5 km

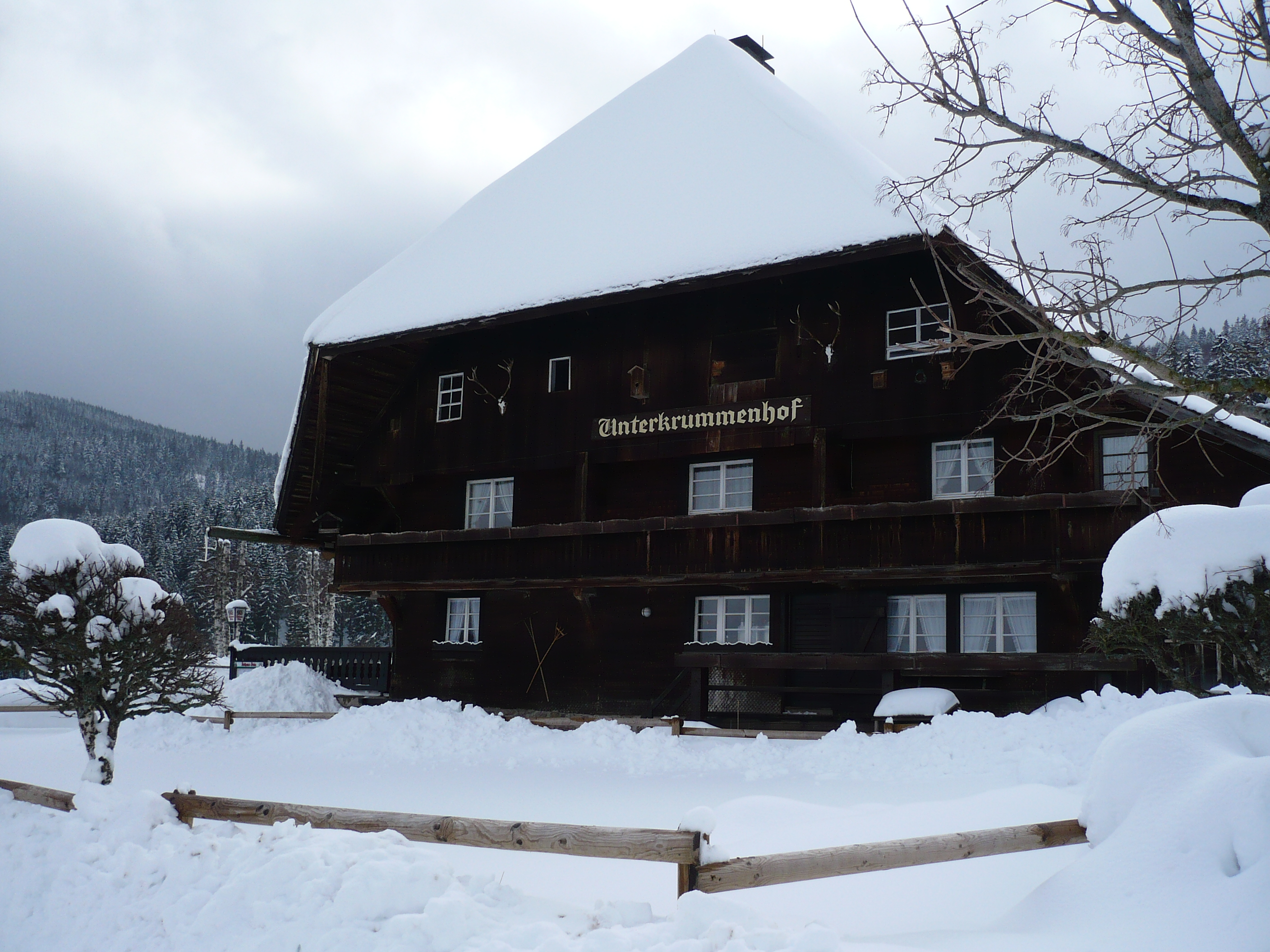
Gasthaus Unterkrummen, etwa bei 26 km

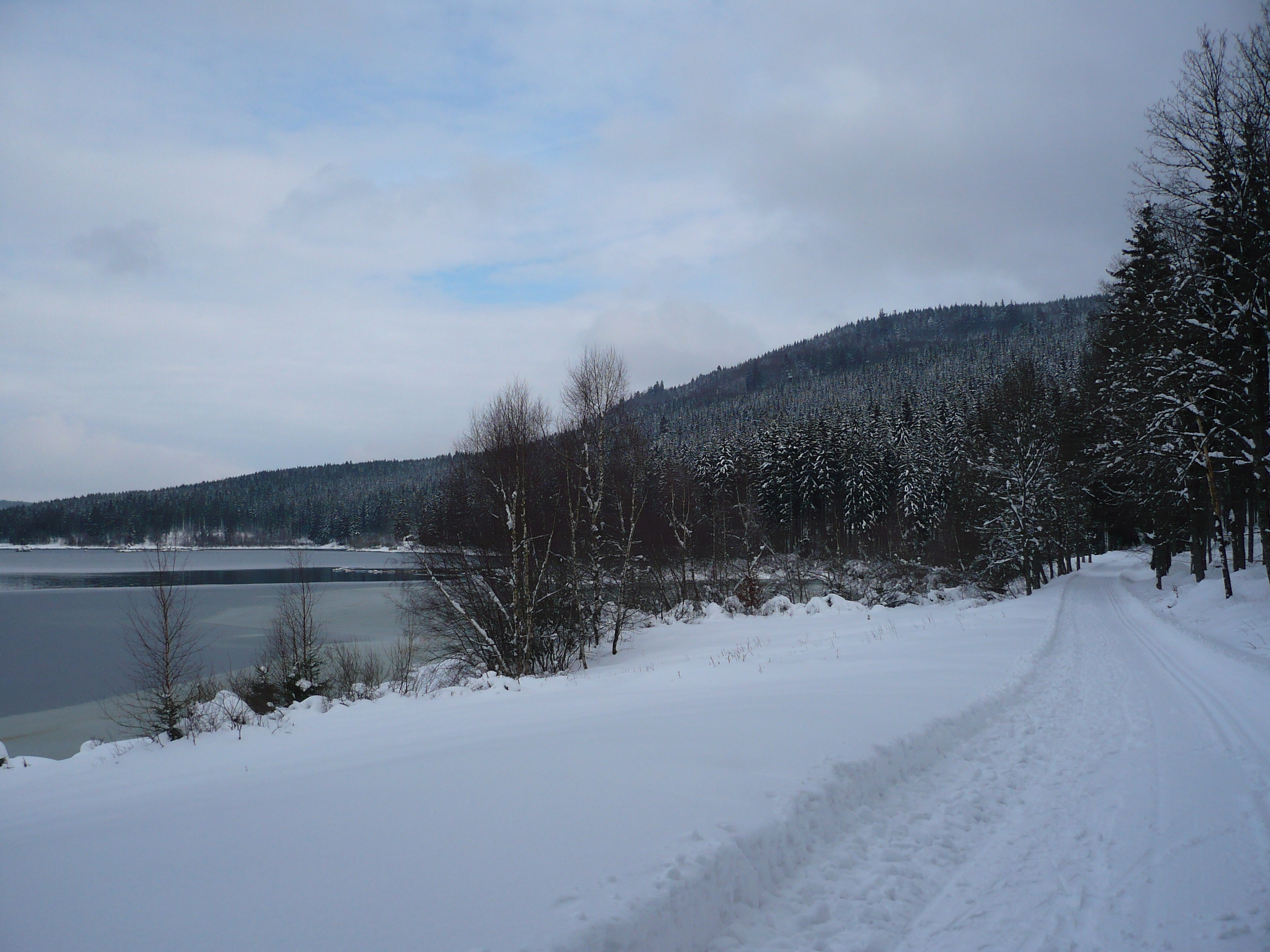
Loipe entlang des Schluchsees

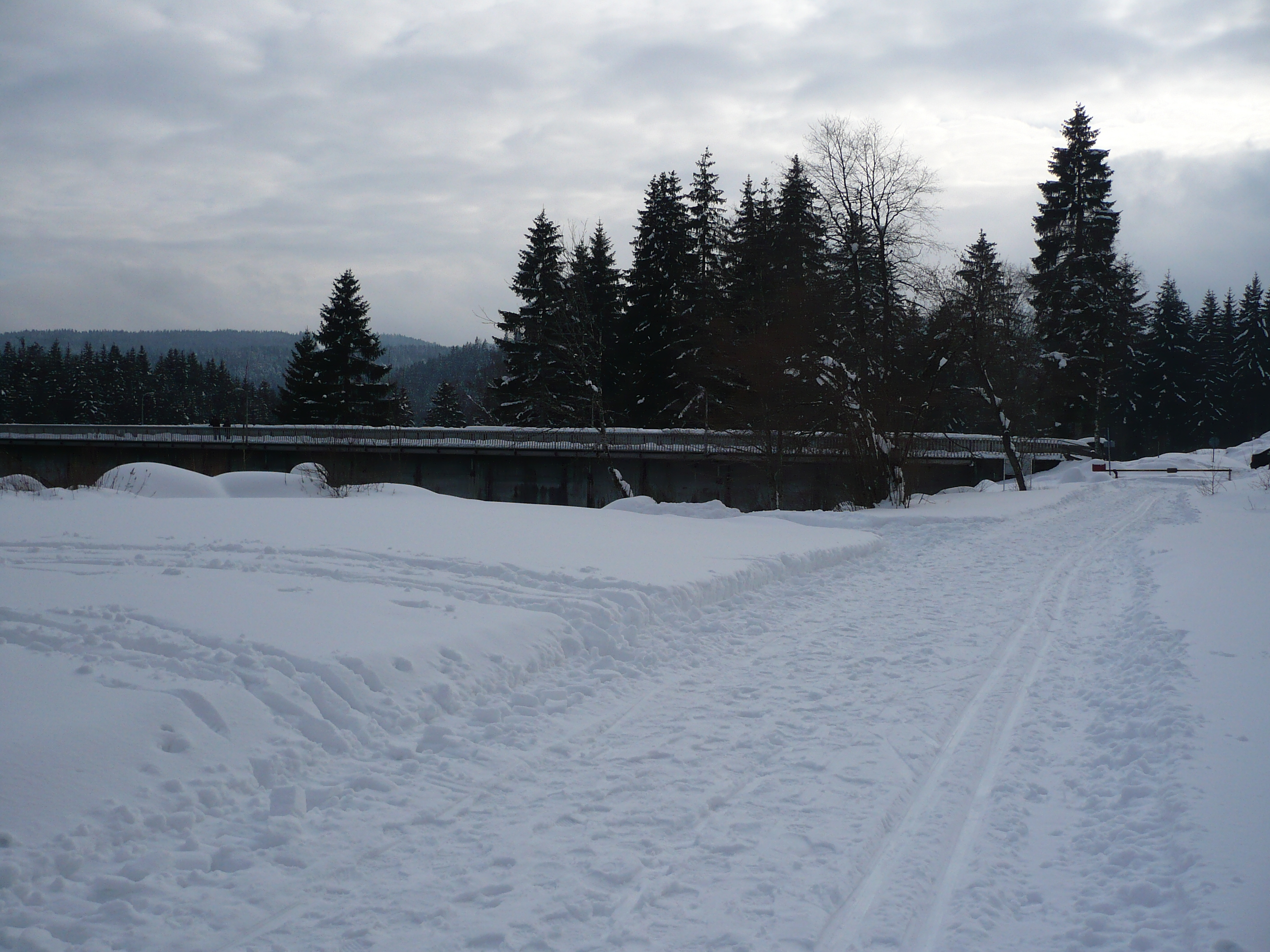
Ziel des Fernskiwanderwegs an der Staumauer, bei 32 km

Der Fernskiwanderweg Hinterzarten–Schluchsee ist mit 32 Kilometern Länge der kürzere der beiden Fernskiwanderwege im Hochschwarzwald (siehe Fernskiwanderweg Schonach–Belchen). Er verbindet das Langlaufzentrum in Hinterzarten mit dem Ort Seebrugg am südöstlichen Ende des Schluchsees.

## Streckenverlauf
Der Fernskiwanderweg Hinterzarten–Schluchsee verbindet das Langlaufzentrum in Hinterzarten mit dem Schluchsee und verknüpft in seinem Verlauf zahlreiche Rundloipen im südlichen Schwarzwald.
Wichtige Stationen sind:
- Hinterzarten (890 m) – Start, siehe Foto
- Hinterzarten – Ortsteil Oberzarten (950 m) – 2 km
- Mathisleweiher (999 m) – 3 km, siehe Foto
- Hinterzarten – Ortsteil Am Feldberg (1070 m) – 6 km
- Rufenholzplatz (1095 m) – 8 km, siehe Foto
- Raimartihof (1108 m) – 10 km, siehe Foto
- Feldbergpass/Caritashaus (1250 m) – 12 km, siehe Foto
- Hochkopfhütte (1230 m) – 12,5 km
- Farnwitte (1235 m) – 14 km, siehe Foto
- Kapellenkopfhütte (1200 m) – 17 km
- Äulemer Kreuz (1138 m) – 18,5 km, siehe Foto
- Roßhütte (1205 m) – 20 km
- Krummenbachbrücke (1055 m) – 24 km
- Gasthaus Unterkrummen (945 m) – 26 km, siehe Foto
- Schluchsee Staumauer (930 m) –  Ziel, 32 km, siehe Foto

Der Fernskiwanderweg verknüpft damit die folgenden Langlaufzentren:
- Hinterzarten
- Feldberg
- Äulemer Kreuz

Die Streckenführung verbindet dabei weitgehend bereits vorhandene Rundloipen:
- Hinterzarten bis Rufenholzplatz: Rinkenloipe
- Rufenholzplatz bis Raimartihof: Rinken-Raimartihofloipe
- Raimartihof bis Farnwitte: Verbindungsloipe
- Farnwitte bis Äulemer Kreuz: Äulemer-Kreuz-Loipe
- Äulemer Kreuz bis Oberer Habsberg: Verbindungsloipe
- Oberer Habsberg: Habsbergspur Blasiwald
- Oberer Habsberg bis Schluchsee Staumauer: Verbindungsloipe, siehe Foto

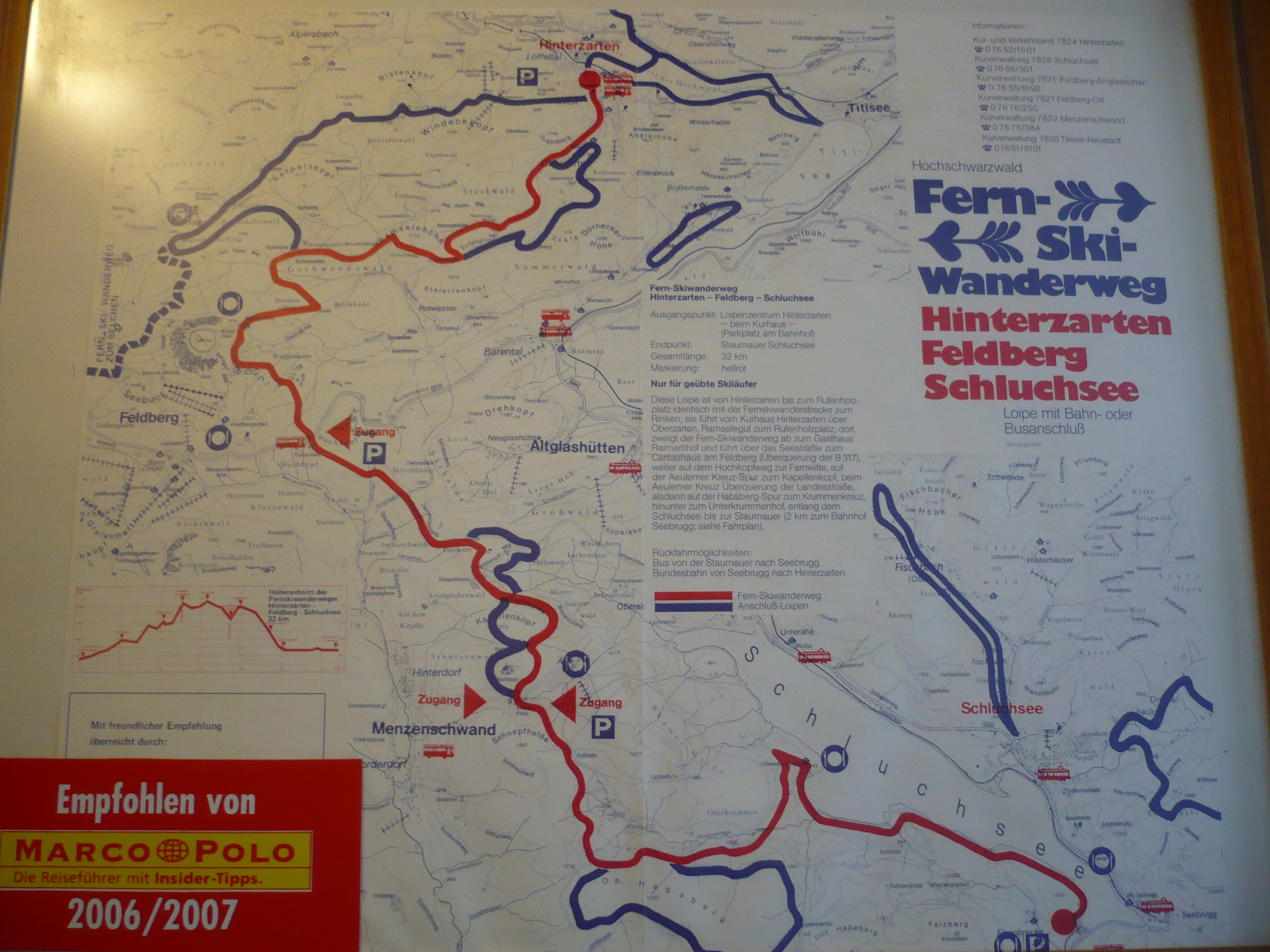
Plan des Fernskiwanderwegs (rot) mit angeschlossenen Rundloipen (blau)

## Technik, Spur
Der Fernskiwanderweg Hinterzarten–Schluchsee wird durchgängig für die klassische Technik maschinell gespurt. Die Loipe ist durchgängig mit schwarzen Schildern gekennzeichnet.

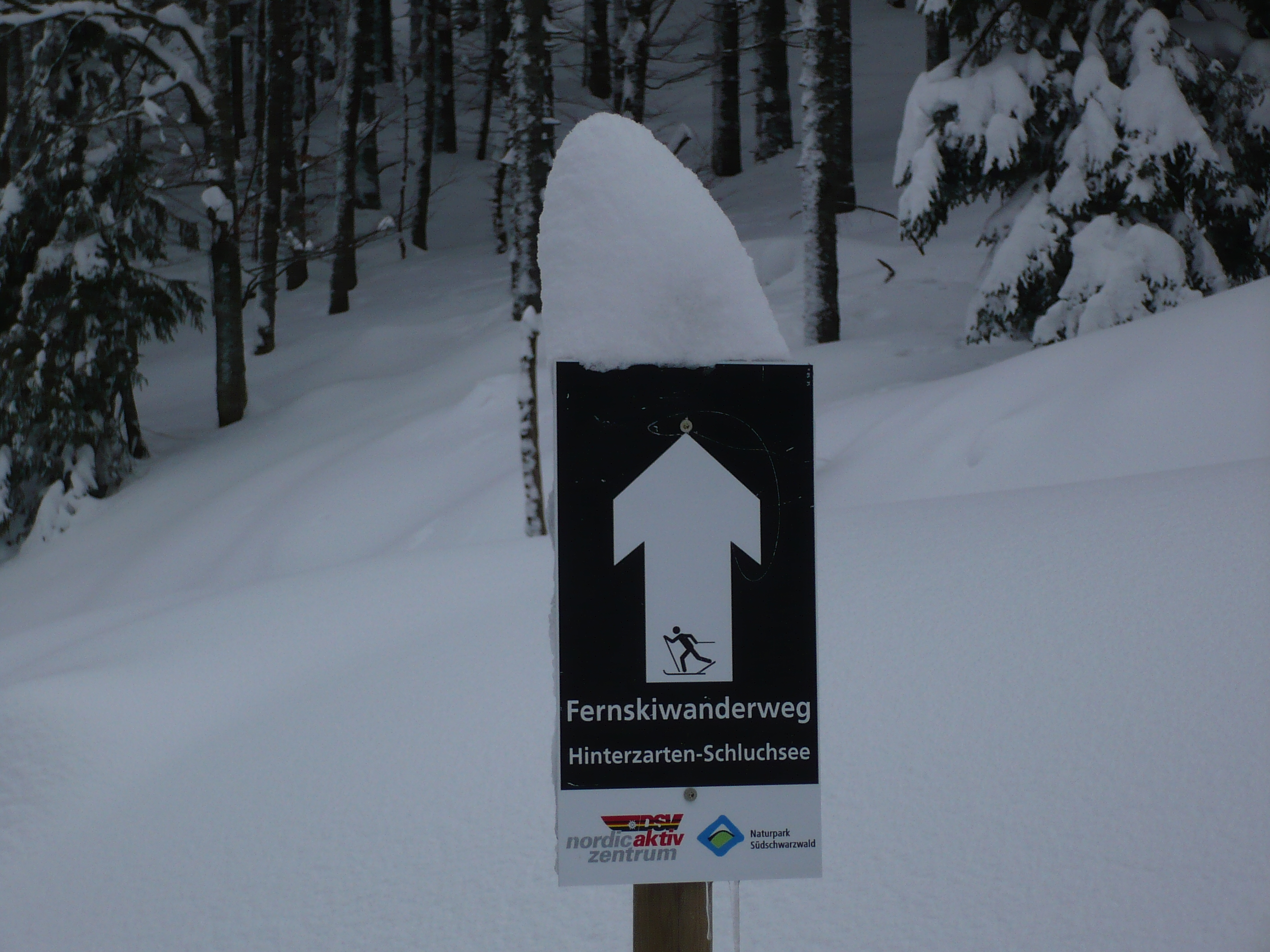
Beschilderung des Fernskiwanderwegs

Skating ist auf dem Fernskiwanderweg nicht erlaubt, da die Streckenführung jedoch weitgehend bereits vorhandene Rundloipen verbindet, ist auf einigen Teilstrecken Skating dann möglich, wenn diese Rundloipen für diese Technik ausgelegt sind. Dies betrifft die Loipen in Hinterzarten und am Feldberg. Die Verbindungsloipen sind teilweise für beide Techniken zugelassen.

## Höhenprofil, Charakter, Anspruch
Bei einer Gesamtlänge von 32 Kilometern hat die Strecke ihren tiefsten Punkt mit 890 Metern in Hinterzarten, ihren höchsten Punkt mit 1250 Metern am Feldberger Caritashaus. Dieser Höhenunterschied von 360 Metern rechnet sich durch zahlreiche Anstiege und Abfahrten auf insgesamt ca. 550 Anstiegshöhenmeter um. Damit ist die Strecke nicht so anspruchsvoll, dass sie nicht an einem Tag zu bewältigen wäre.